# Jussi Vikainen
Johan (Jussi) Vieno Vikainen, född 1907 i Vehmaa, Finland, död 7 november 1992, var en finländsk skulptör.
Han var son till Evert Valdemar Vikainen och Alina Josefina Henrikson och gift med Helmi Hellä Siviä Kurkilahti. Vikainen studerade vid Konstföreningens ritskola i Åbo 1925–1927 och för Wäinö Aaltonen 1927–1929 samt i Florens 1930. Han studerade medaljgravyr för Erik Lindberg i Stockholm 1933–1934. Han medverkade i några svenska utställningar bland annat var han representerad med bronsskulpturen Sökande vid den Nordiska konstutställningen som visades i Göteborg 1939. Vikainen är representerad vid bland annat Åbo museum.